# ماثيو هيمان
ماثيو هيمان (بالإنجليزية: Mathew Hayman) ولد بتاريخ 20 أبريل 1978 في نيوساوث ويلز، أستراليا، هو دراج أسترالي في صنف سباق الدراجات على الطريق. شارك وحقق ميدالية في دورة ألعاب الكومنولث.

## الميداليات
| الميدالية | المسابقة                  |
| --------- | ------------------------- |
| ذهبية     | دورة ألعاب الكومنولث 2006 |

## روابط خارجية
- ماثيو هيمان على موقع الاتحاد الدولي للدراجات (الإنجليزية)
- ماثيو هيمان على موقع أرشيف الدراجات (الإنجليزية)
- ماثيو هيمان على موقع إحصائيات الدراجات الإحترافية (الإنجليزية)
- ماثيو هيمان على موقع نسبة الدراجات (الإنجليزية)
- ماثيو هيمان على موقع CycleBase (الإنجليزية)
- ماثيو هيمان على موقع اتحاد ألعاب الكومنولث (مؤرشف) (الإنجليزية)
- ماثيو هيمان على موقع دورة ألعاب الكومنولث 2006 (مؤرشف) (الإنجليزية)